# La Révolte masculiniste
The Masculinist Revolt
La Révolte masculiniste (titre original : The Masculinist Revolt) est une nouvelle humoristique de science-fiction de William Tenn parue en 1965 aux États-Unis.

## Publications

### Publications aux États-Unis
La nouvelle est initialement parue dans The Magazine of Fantasy & Science Fiction en aout 1965.
Par la suite, elle a été de nouveau publiée à plusieurs reprises, en particulier dans le recueil The Wooden Star, édité à quatre reprises.

### Publications en France
Elle a été traduite en français par Paul Alpérine sous le titre La Révolte des mâles dans la revue Fiction (no 160) en mars 1967 puis sous le titre La Révolte masculiste pour l'édition de cette nouvelle dans l'anthologie Histoires de rebelles,. La nouvelle est de nouveau traduite par Marc Rolland pour une parution dans La Révolte masculiniste / Le Règne des fourmis chez Denoël en 1984.

### Publication en Italie
En 1988, la nouvelle a été publiée en Italie sous le titre La Rivolta dei Maschilisti.

## Résumé
Au cours du XXe siècle, le féminisme a fait progresser les droits des femmes. Puis au cours du XXIe siècle, les droits des femmes ont fini par dépasser ceux des hommes.
Le vieux Pollyglow, couturier pour hommes, est menacé de faillite. Il a une idée révolutionnaire : recréer le suspensoir masculin, sorte d'ornement vestimentaire utilisé au XVIe siècle pour souligner et encadrer les organes virils de l'homme. Le succès commercial est immédiat. 
Il est contacté par Shepherd Mibs, qui lui suggère de lancer des publicités vantant le masculinisme (comme il y avait le féminisme) et de créer les clubs masculinistes. Bientôt, le mouvement masculiniste prend de l'ampleur. Une revue est créée (« Les Nouvelles masculinistes ») ; des livres sont écrits (« L'Homme, le premier sexe ») ; des slogans sont lancés (« Mâles de tous les pays, unissez-vous ») ; aux habits des hommes sont rajoutés des épées ; les matchs de boxe et d'escrime se multiplient ; un Code du duel (escrime/pistolet/mitraillette) est mis en vigueur.
Un homme emprisonné pour n'avoir pas pu payer le montant excessif d'une pension alimentaire, dénommé Henry Dorselblad, s'échappe de prison et se lance dans la politique. Charismatique, volubile, passant bien dans les médias, orateur né, très doué, ayant une revanche à prendre sur le sexe féminin, il fonde un parti politique dont l'objectif est la suppression du droit de vote pour les femmes et le retour aux valeurs traditionnelles antérieures au féminisme.
Il prépare l'élection présidentielle avec soin.
Dans l'attente de ces élections, il propose de supprimer le XIXe amendement de la Constitution des États-Unis qui prévoit le droit de vote des femmes. À cette occasion se dresse alors contre lui un jeune député de Floride, Elvis P. Borax, qui l'empêche de justesse de mener à bien cette opération. Borax devient le chef de la « contre-révolution » s'opposant au masculinisme, et met en exergue la notion de Maternité et de Mère pure.
Dans l'optique de l'élection présidentielle, chaque camp affûte son plan de bataille. Notamment Dorselblad décide de faire représenter son parti par une femme adepte des valeurs masculinistes, Clarissima Strunt.
Lors d'un débat télévisé crucial, Borax cite les principaux noms du masculinisme. Or Shepherd Mibs, qui était tombé dans l'oubli, s'estime diffamé par une phrase de Borax. Dans une violente campagne de presse, il demande réparation à Borax et exige un duel, lui laissant le choix de l'arme. Borax est perplexe : il ne connaît rien aux armes et risque d'être tué lors du duel. Borax essaie d'esquiver cette proposition, mais traité de lâche, ne peut que consentir au duel. Finalement il opte pour le révolver, estimant que Mibs, en visant mal, pourrait le manquer.
Le duel a lieu deux jours après : Mibs tire le premier, et sa balle traverse la joue de Borax de part en part, lui arrachant plusieurs dents et la langue.
Un dernier débat pour l'élection présidentielle doit avoir lieu quelques semaines plus tard : Mme Stunt fait ses propositions et explique sa démarche. Quand vient le tour de Borax, il ne dit rien, n'ayant plus de langue, et se contente de présenter aux caméras de télévision les deux trous faits à ses joues par la balle de Mibs, et de faire des mimiques dérisoires pour montrer la violence née du parti masculiniste. 
Borax gagne largement l'élection, les électeurs ayant été émus par sa personnalité et son handicap. Le mouvement masculiniste s'étiole avant de s'effondrer ; Mibs et Pollyglow quittent les États-Unis ; Dorselblad est lynché par une foule de femmes en colère (néanmoins on ne retrouva jamais son corps, ce qui entraîna la naissance de légendes le concernant).
Le pays est désormais guéri du masculinisme ; son seul vestige réside aujourd'hui dans le suspensoir pour hommes, souvenir vestimentaire d'une semi guerre civile.

## Publications
La nouvelle a été publiée en France sous différents titres :
- La Révolte des mâles, OPTA, Fiction no 160, Paris, mars 1967
- La Révolte masculiste, dans Histoires de rebelles, coll. « La Grande anthologie de la science fiction » no 3813, Le Livre de Poche, 1984  (ISBN 2-253-03557-2)
- La Révolte masculiniste, dans La Révolte masculiniste / Le Règne des fourmis, Denoël, coll. Étoile double no 12, octobre 1984  (ISBN 2-207-34012-0)).